# 科尔内扬
科尔内扬（法語：Corneilhan，法語發音：[kɔʁnɛjɑ̃]）是法国埃罗省的一个市镇，属于贝济耶区。

## 地理
科尔内扬（43°24'0"N, 3°11'33"E）面积14.23 平方千米，位于法国奧克西塔尼大區埃罗省，该省份为法国南部沿海省份，南濒地中海，西南接奥德省，西北接塔恩省和阿韦龙省，东北与加尔省接壤。
与科尔内扬接壤的市镇（或旧市镇、城区）包括：貝濟耶、略朗莱贝济耶、奥尔布河畔利尼昂、帕耶斯、皮米松、泰藏莱贝济耶。

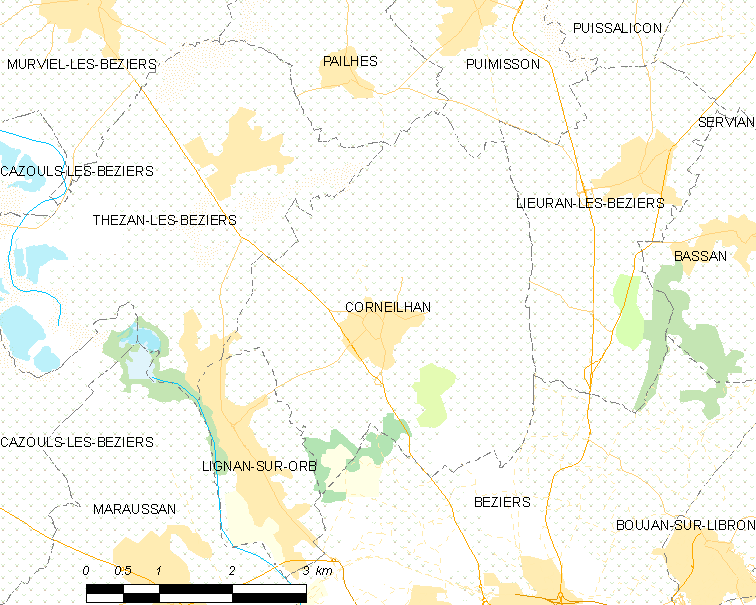
科尔内扬的OSM定位图

科尔内扬的时区为UTC+01:00、UTC+02:00（夏令时）。

## 行政
科尔内扬的邮政编码为34490，INSEE市镇编码为34084。

## 政治
科尔内扬所属的省级选区为贝济耶第二县。

## 人口

1962-2008年间科尔内扬人口变化图示

科尔内扬于2022年1月1日时的人口数量为1632人。